# Jānis Doniņš
Jānis Doniņš (ur. 1946) – łotewski lekkoatleta reprezentujący Związek Radziecki, oszczepnik.
W 1970 roku zajął 9. miejsce podczas uniwersjady. Wicemistrz Europy z Helsinek (1971). Uzyskał wówczas wynik 85,30 m i o ponad 5 metrów przegrał z kolegą z reprezentacji Jānisem Lūsisem. Rekord życiowy: 89,32 m (3 lipca 1971, Berkeley).